# Eragrostis sabulosa
Eragrostis sabulosa là một loài thực vật có hoa trong họ Hòa thảo. Loài này được (Steud.) Schweick. mô tả khoa học đầu tiên năm 1938.